# Edward VIII van het Verenigd Koninkrijk
Edward Albert Christian George Andrew Patrick David (Richmond upon Thames, 23 juni 1894 – Parijs, 28 mei 1972) was van 20 januari tot 11 december 1936 koning van het Verenigd Koninkrijk en keizer van Indië. Hij stamde uit het Huis Windsor. In Engeland stond hij bekend als Edward, terwijl zijn familie hem David noemde. In met name oudere Nederlandse literatuur wordt hij, naar zijn vernederlandste naam, Eduard genoemd.

## Biografie

### Jeugd
Edward werd geboren in White Lodge, een huis in Richmond upon Thames, aan de rand van Londen, tijdens de regeerperiode van zijn overgrootmoeder Victoria. Hij was de oudste zoon van de hertog en hertogin van York, de latere koning George V en koningin Mary. Zijn moeder was de dochter van Frans, de hertog van Teck en prinses Maria Adelheid van Cambridge. Tot de dood van koningin Victoria in 1901 waren er vier troongeneraties tegelijkertijd in leven.
Hij werd vernoemd naar zijn twee jaar eerder overleden oom Albert, die door zijn familie Eddy genoemd werd en eerst de verloofde was van zijn moeder. Op verzoek van koningin Victoria was zijn tweede naam Albert, naar haar echtgenoot Albert van Saksen-Coburg en Gotha. Christiaan was een verwijzing naar zijn overgrootvader Christiaan IX van Denemarken. Zijn laatste vier voornamen George, Andreas, Patrick en David kwamen van de patroonheiligen van Engeland, Schotland, Ierland en Wales. Bij zijn familie en vrienden stond hij bekend onder zijn laatste naam David.
Zoals destijds vaker gebruikelijk was in hogere kringen werd hij meer door kindermeisjes, die er victoriaanse ideeën over tucht op nahielden, opgevoed dan door zijn ouders. Na de dood van Victoria in 1901 reisden zijn ouders negen maanden lang door het Britse Rijk en verbleven Edward en zijn twee broers en zus bij hun grootouders koning Edward VII en koningin Alexandra. Edward kreeg privéles en ging pas op dertienjarige leeftijd naar school.
Na de dood van zijn grootvader in 1910 werd hij bij de troonsbestijging van zijn vader op 6 mei 1910 automatisch de hertog van Cornwall en hertog van Rothesay. Een maand later, op zijn zestiende verjaardag kreeg hij ook de titel prins van Wales.

### Prins van Wales

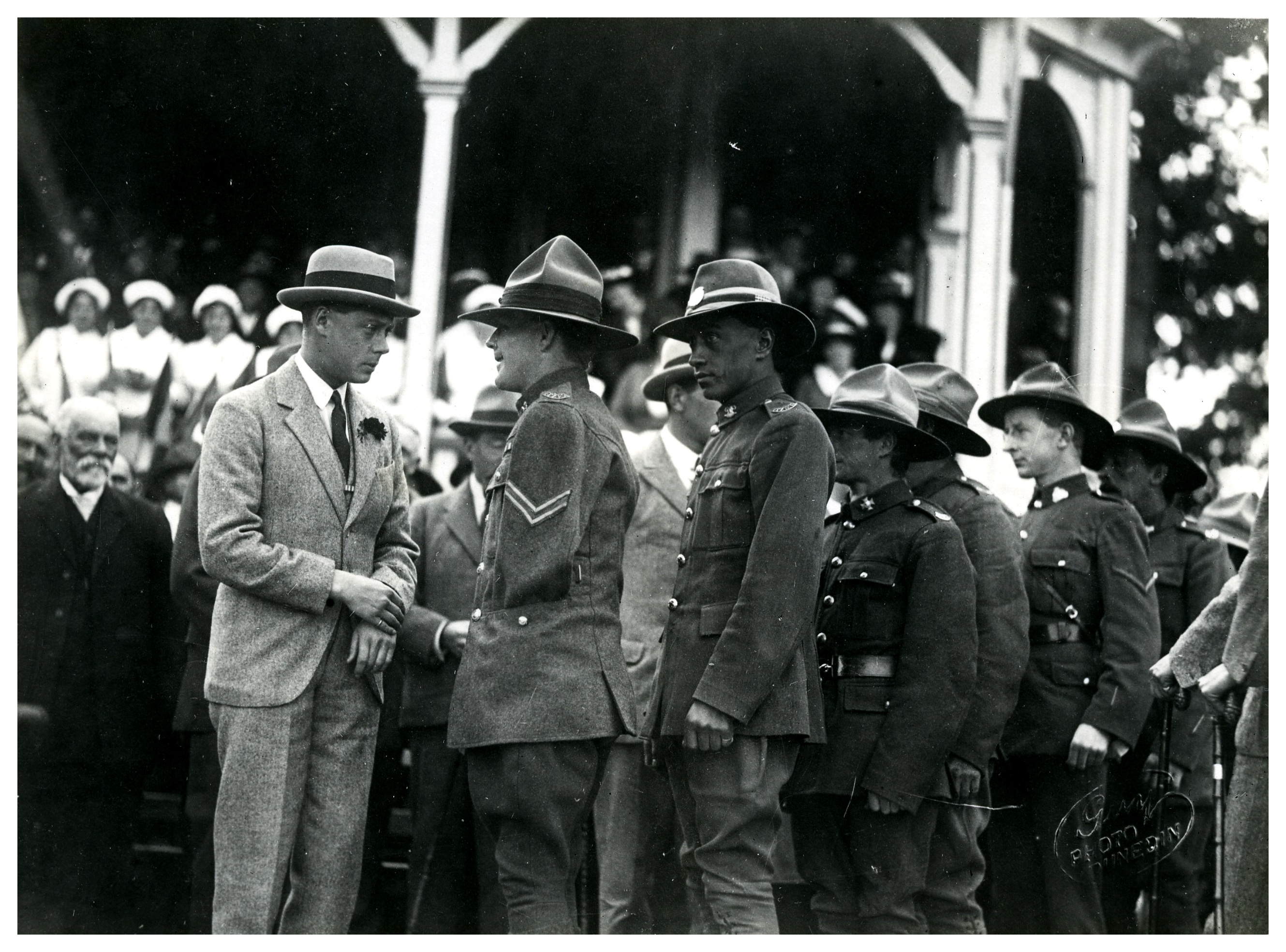
Edward op een reis naar Nieuw-Zeeland in 1920

Tijdens een speciale ceremonie op het Caernarfon Castle werd Edward officieel prins van Wales op 13 juli 1911. Toen de Eerste Wereldoorlog uitbrak had hij de minimumleeftijd die nodig was om in het leger te gaan. Hij wilde aan het front dienen, maar dat stond de minister van oorlog Kitchener niet toe. Desondanks bezocht hij de frontlinie zo vaak hij kon en hiervoor kreeg hij het Military Cross in 1916. Zijn rol in de oorlog, hoe beperkt ook, maakte hem populair bij de veteranen van het conflict.
Tijdens de jaren twintig vertegenwoordigde hij zijn vader thuis en in het buitenland bij vele gelegenheden. Zijn titel, goed uiterlijk en ongehuwde status zorgden voor een grote publieke belangstelling. Hij werd een van de meest gefotografeerde mannen van zijn tijd. In de crisisjaren bezocht hij meermalen mijn- en fabrieksstreken die door grote werkloosheid waren getroffen. Ook maakte hij reizen door het Britse imperium.
Hoewel hij lange tijd vrijgezel bleef had hij een turbulent liefdesleven. Tijdens militair verlof in 1917 leerde hij in Parijs de courtisane Marguerite Alibert kennen, waar hij verliefd op werd. Een jaar later verbrak Edward de affaire. In 1923 verzeilde Alibert in een moordproces, omdat ze haar man doodgeschoten had in het Savoy Hotel.

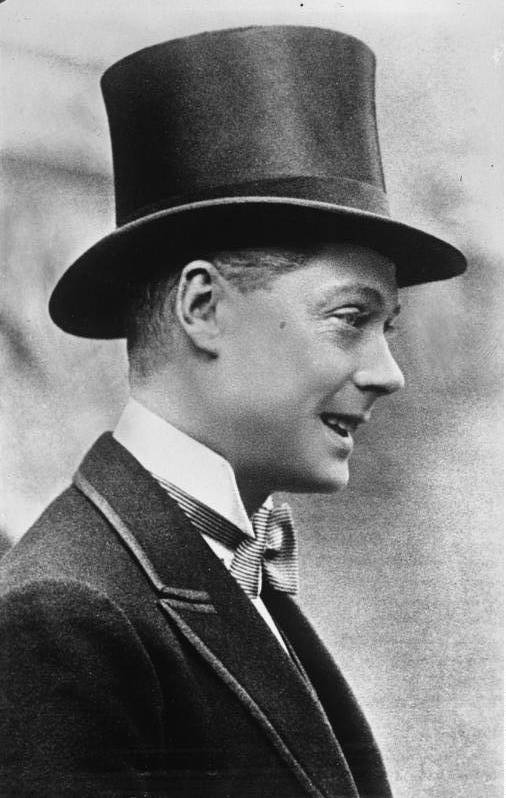
Edward in 1932

Zijn escapades zorgden meermaals voor ophef aan het hof en baarden zorgen voor eerste minister Stanley Baldwin en koning George V. De koning was teleurgesteld door Edwards affaires met getrouwde vrouwen. De koning hoopte dan ook stiekem dat zijn zoon Albert, de latere koning George VI, de troon zou bestijgen. In 1930 ging de prins in Fort Belvedere wonen waar hij zijn affaires met getrouwde vrouwen, zoals Freda Dudley Ward en Thelma Furness, voortzette. Deze laatste stelde hem voor aan de Amerikaanse Wallis Simpson. Simpson was in 1927 van haar eerste man Earl Spencer jr. gescheiden en was nu getrouwd met Ernest Simpson. Edward begon een affaire met Simpson. Hoewel zijn ouders haar in 1935 op Buckingham Palace ontmoetten, weigerden ze haar later nog te ontvangen.

### Regering en troonsafstand
Op 20 januari 1936 overleed George V, waardoor Edward koning werd. De regering had er weinig vertrouwen in om belangrijke documenten naar Fort Belvedere te sturen, gezien de aanwezigheid van Simpson en andere huisgasten. Zoals iedere monarch zou ook de afbeelding van Edward op de munten komen te staan. Zoals de traditie voorschrijft kijkt de monarch naar de andere richting dan zijn of haar voorganger. Aangezien George V naar links keek zou Edward naar rechts moeten kijken, maar omdat hij zijn linkerkant mooier vond, zodat men ook de scheiding in zijn haar zag, eiste hij dat ook hij links zou kijken. Slechts weinig munten werden geslagen vooraf aan zijn troonsafstand. Zijn opvolger George VI koos ook voor de linkerkant en hield zo vast aan de traditie alsof Edward voor rechts gekozen had. In de zomer van 1936 maakte Edward een cruise op de Middellandse Zee met Simpson en werd het duidelijk dat de koning met haar wilde trouwen, hoewel haar tweede echtscheiding nog niet uitgesproken was. 
Hoewel de affaire bekend was en uitgesmeerd werd in de Amerikaanse media, hielden de Britse media zich opvallend koest, waardoor het Britse volk pas aan het einde van het jaar op de hoogte gebracht werd. Op 16 november 1936 nodigde de koning premier Baldwin uit op het paleis en deelde hij mee te willen trouwen met Wallis, zodra ze gescheiden was. Baldwin haalde aan dat de Anglicaanse Kerk, waarvan Edward als koning het titulaire hoofd was, echtscheidingen niet erkende en dat een gescheiden vrouw om die reden pas kon hertrouwen als haar ex-man overleden was. Van Simpson leefden beide ex-echtgenoten nog. Bovendien zou het Britse volk Wallis niet accepteren als koningin. Edward stelde een morganatisch huwelijk voor, waarbij hij koning zou blijven, maar Wallis geen koningin zou worden en eventuele kinderen zouden geen troonopvolger zijn. Politicus Winston Churchill, overigens een vriend van Edward, was hier voorstander van, maar had weinig steun in het parlement. Ook de premiers van Australië (Joseph Lyons), Canada (Mackenzie King) en Zuid-Afrika (JBM Hertzog) gaven geen goedkeuring. Edward koos vervolgens om troonsafstand te doen, omdat hij Wallis niet wilde opgeven. Hij was nog geen jaar koning en was zelfs nog niet gekroond. Hij tekende de troonsafstand op 10 december 1936 in Fort Belvedere in bijzijn van zijn jongere broers prins Albert, de hertog van York, Hendrik, de hertog van Gloucester en George, hertog van Kent. Op de avond van 11 december kondigde hij zijn afstand aan op de radio en vertelde dat dit zijn eigen beslissing was. Hij had zijn speech in eerste instantie zelf geschreven, maar Churchill vroeg hem de toespraak aan hem voor te leggen. Churchill paste de speech daarop aan, met goedvinden van Edward. De volgende dag verliet Edward het land en vertrok naar Oostenrijk. Zijn broer Albert werd de nieuwe koning, als George VI.

### Hertog van Windsor
Edward kreeg na zijn aftreden de titel Hertog van Windsor. Op 3 juni 1937 trouwde hij met Wallis in het kasteel van Candé. Hoewel de hertog graag zijn broers Hendrik en George en familielid Louis Mountbatten bij het huwelijk had gehad, verbood koning George VI dit. De regering weigerde om de voormalige koning een toelage te betalen, waarop koning George VI een toelage uit zijn eigen zak betaalde. De koning kocht ook Sandringham House en Balmoral Castle van Edward, die hij van zijn vader geërfd had en niet van koning op koning overgingen. De hertog wilde ook dat Simpson het predicaat koninklijke hoogheid zou krijgen, maar ook dat weigerde George VI, waardoor de relatie tussen hen nog meer verslechterde. De hertog wilde na twee jaar ballingschap in Frankrijk terugkeren naar Engeland, maar koning George VI, bijgestaan door koningin-moeder Mary en zijn vrouw koningin Elizabeth, dreigde om zijn toelage stop te zetten als hij zonder uitnodiging zou terugkeren naar Engeland. Vooral het feit dat zijn eigen moeder tegen een terugkeer was, verbitterde Edward. 
In oktober 1937 reisden de hertog en hertogin van Windsor naar Nazi-Duitsland, tegen het advies van de Britse regering in en ontmoetten daar Adolf Hitler in zijn Berghof-verblijf in Beieren. Het bezoek werd breed uitgesmeerd in de Duitse media en tijdens het bezoek bracht de hertog ook de nazigroet. In Duitsland werden zij behandeld zoals ze dat altijd gewild hadden, met respect en als royalty en ook voor de hertogin werd een buiging gemaakt.

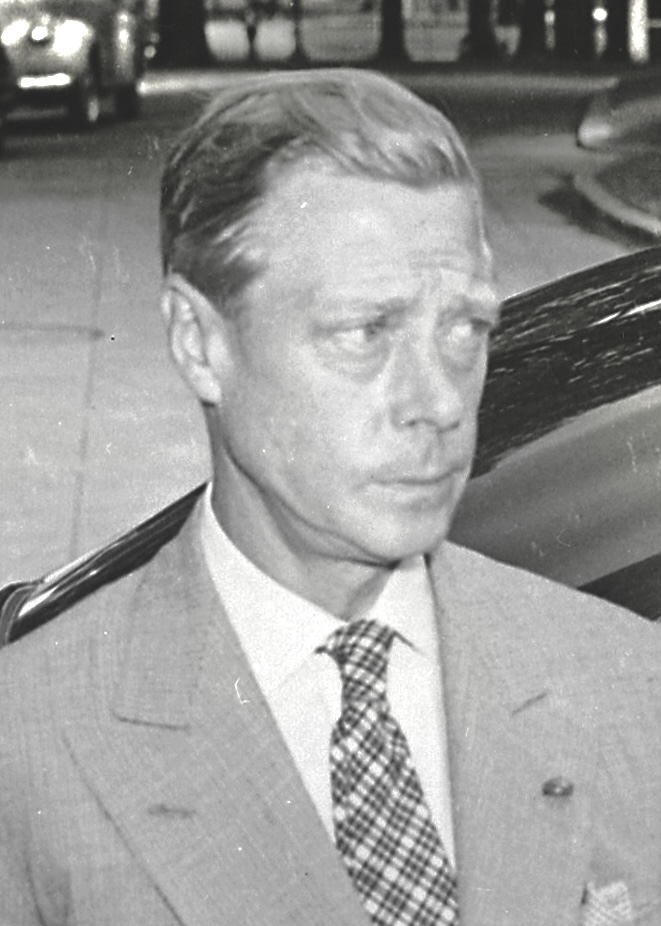
De hertog in 1945

In mei 1939 gaf hij op de NBC een radioboodschap over de nakende Tweede Wereldoorlog en het feit dat hij als veteraan van de Eerste Wereldoorlog erop tegen was om een nieuwe oorlog te beginnen. De BBC weigerde de boodschap uit te zenden,  omdat ze dit zag als appeasementpolitiek. De Britse pers drukte de toespraak van de hertog echter wel af in de kranten. Bij het uitbreken van de oorlog in september 1939 haalde Louis Mountbatten de hertog terug naar het Verenigd Koninkrijk. Later kreeg hij een militaire functie in Frankrijk. Toen Duitsland het noorden van Frankrijk binnenviel in mei 1940 vluchtten Edward en Wallis eerst naar Biarritz en daarna naar het Spanje van Franco. In juli 1940 werd hij benoemd tot gouverneur van de Bahama's. Dat bleef hij tot 1945. De hertog was niet blij om er te verblijven en noemde de Bahama's een derderangs kolonie. 

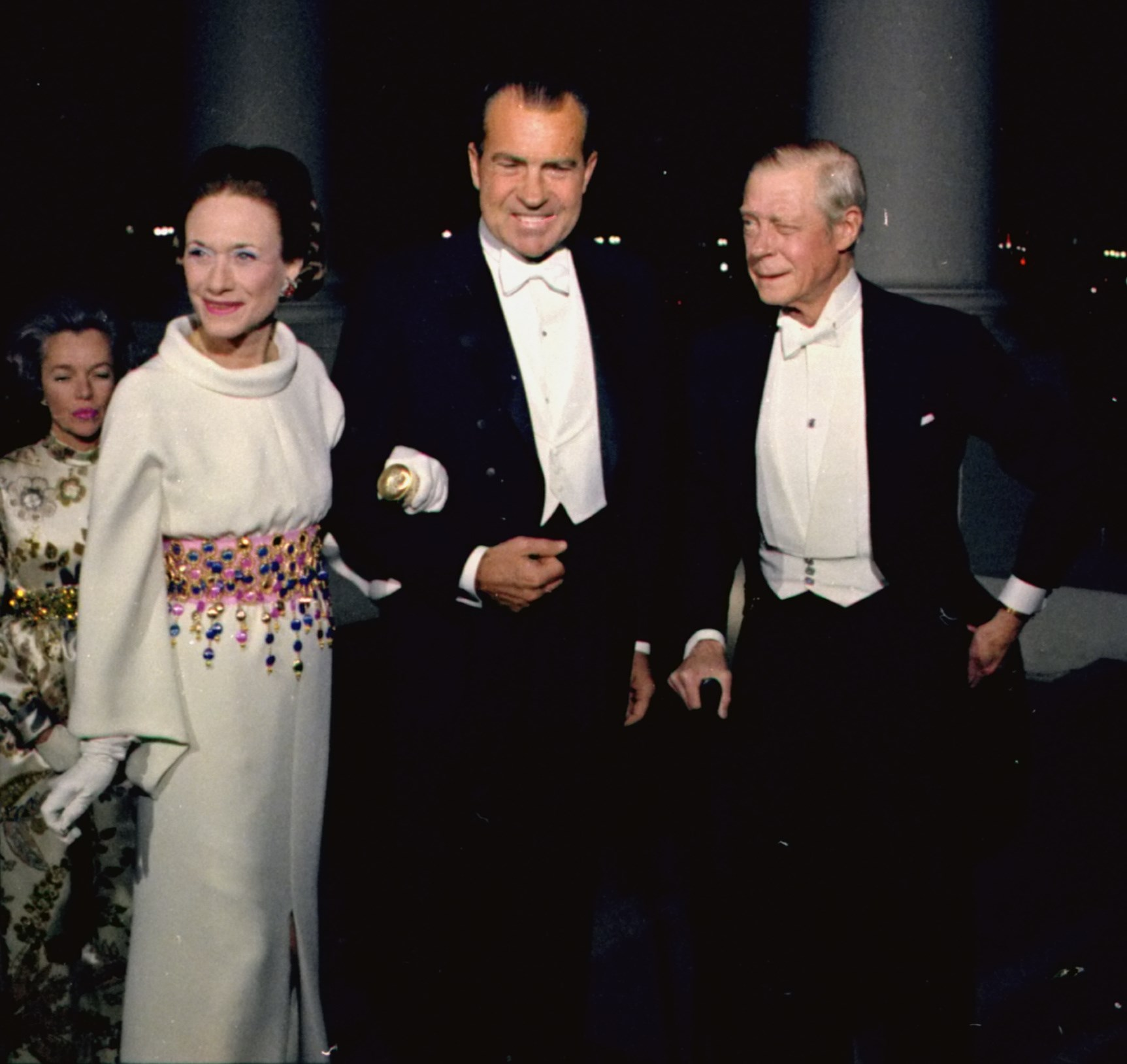
Edward, zijn vrouw en Richard Nixon in 1970

Na de oorlog keerde hij terug naar Frankrijk en de stad Parijs verhuurde hem een woning in Neuilly-sur-Seine. In de jaren vijftig en zestig leefden Edward en zijn echtgenote het leven van beroemdheden. Ze gaven vele feesten in Parijs, maar ook in New York. In 1955 bezochten zij president Dwight D. Eisenhower in het Witte Huis. Ze verschenen ook op de televisie en in 1970 nodigde president Nixon ze uit voor een diner op het Witte Huis. De Britse koninklijke familie accepteerde de hertogin lange tijd niet, al zag Edward zijn moeder en broer wel af en toe alleen. In 1952 was hij ook op de begrafenis van zijn broer. In 1965 kwam het koppel naar Londen en werd daar bezocht door koningin Elizabeth II, zijn schoonzus Marina en zijn zus Mary. Amper een week later overleed Mary aan een hartaanval en woonde hij haar begrafenis bij. Zijn laatste officiële optreden maakte hij in 1968 op de begrafenis van Marina. Hij sloeg een uitnodiging van Elizabeth II af om de inauguratie van Charles als nieuwe prins van Wales bij te wonen. Eind jaren zestig verslechterde zijn gezondheid. Hij was altijd een roker geweest en kreeg keelkanker. Op 18 mei 1972 bezocht Elizabeth II hem tijdens haar staatsbezoek aan Frankrijk. Op 28 mei 1972 overleed de hertog. Zijn lichaam werd naar Engeland overgebracht en de begrafenis werd bijgewoond door de Britse koninklijke familie. De hertogin van Windsor verbleef tijdens deze periode op Buckingham Palace. Zijn huwelijk met Wallis bleef kinderloos. Hoewel nooit bewezen, wordt vermoed dat Edward onvruchtbaar was, nadat hij als tiener de bof had gehad. De hertogin overleed, dement, in 1986 en werd naast Edward begraven.

## Kwartierstaat (voorouders)
| Albert van Saksen-Coburg en Gotha (1819-1861) | Albert van Saksen-Coburg en Gotha (1819-1861) | Albert van Saksen-Coburg en Gotha (1819-1861) | Albert van Saksen-Coburg en Gotha (1819-1861) | Albert van Saksen-Coburg en Gotha (1819-1861)       | Albert van Saksen-Coburg en Gotha (1819-1861)       | Victoria van het Verenigd Koninkrijk (1819-1901)    | Victoria van het Verenigd Koninkrijk (1819-1901)    | Victoria van het Verenigd Koninkrijk (1819-1901)    | Victoria van het Verenigd Koninkrijk (1819-1901)    | Victoria van het Verenigd Koninkrijk (1819-1901) | Victoria van het Verenigd Koninkrijk (1819-1901) |                                                   |                                                   | Christiaan IX van Denemarken (1818-1906)          | Christiaan IX van Denemarken (1818-1906)          | Christiaan IX van Denemarken (1818-1906)          | Christiaan IX van Denemarken (1818-1906)          | Christiaan IX van Denemarken (1818-1906) | Christiaan IX van Denemarken (1818-1906) | Louise van Hessen-Kassel (1817-1898) | Louise van Hessen-Kassel (1817-1898) | Louise van Hessen-Kassel (1817-1898) | Louise van Hessen-Kassel (1817-1898) | Louise van Hessen-Kassel (1817-1898) | Louise van Hessen-Kassel (1817-1898) |  |  | Alexander van Württemberg (1804-1885) | Alexander van Württemberg (1804-1885) | Alexander van Württemberg (1804-1885) | Alexander van Württemberg (1804-1885) | Alexander van Württemberg (1804-1885) | Alexander van Württemberg (1804-1885) | Claudine Rhédey van Kis-Rhéde (1812-1841) | Claudine Rhédey van Kis-Rhéde (1812-1841) | Claudine Rhédey van Kis-Rhéde (1812-1841) | Claudine Rhédey van Kis-Rhéde (1812-1841) | Claudine Rhédey van Kis-Rhéde (1812-1841) | Claudine Rhédey van Kis-Rhéde (1812-1841) |                             |                             | Adolf van Cambridge (1774-1750) | Adolf van Cambridge (1774-1750) | Adolf van Cambridge (1774-1750)          | Adolf van Cambridge (1774-1750)          | Adolf van Cambridge (1774-1750)          | Adolf van Cambridge (1774-1750)          | Augusta van Hessen-Kassel (1797-1889)    | Augusta van Hessen-Kassel (1797-1889)    | Augusta van Hessen-Kassel (1797-1889) | Augusta van Hessen-Kassel (1797-1889) | Augusta van Hessen-Kassel (1797-1889) | Augusta van Hessen-Kassel (1797-1889) |  |  |  |  |  |  |  |  |  |  |  |  |  |  |  |  |  |  |  |  |  |  |  |  |  |  |  |  |  |  |  |  |  |  |  |  |  |  |  |  |  |  |  |  |  |  |  |  |
| Albert van Saksen-Coburg en Gotha (1819-1861) | Albert van Saksen-Coburg en Gotha (1819-1861) | Albert van Saksen-Coburg en Gotha (1819-1861) | Albert van Saksen-Coburg en Gotha (1819-1861) | Albert van Saksen-Coburg en Gotha (1819-1861)       | Albert van Saksen-Coburg en Gotha (1819-1861)       | Victoria van het Verenigd Koninkrijk (1819-1901)    | Victoria van het Verenigd Koninkrijk (1819-1901)    | Victoria van het Verenigd Koninkrijk (1819-1901)    | Victoria van het Verenigd Koninkrijk (1819-1901)    | Victoria van het Verenigd Koninkrijk (1819-1901) | Victoria van het Verenigd Koninkrijk (1819-1901) |                                                   |                                                   | Christiaan IX van Denemarken (1818-1906)          | Christiaan IX van Denemarken (1818-1906)          | Christiaan IX van Denemarken (1818-1906)          | Christiaan IX van Denemarken (1818-1906)          | Christiaan IX van Denemarken (1818-1906) | Christiaan IX van Denemarken (1818-1906) | Louise van Hessen-Kassel (1817-1898) | Louise van Hessen-Kassel (1817-1898) | Louise van Hessen-Kassel (1817-1898) | Louise van Hessen-Kassel (1817-1898) | Louise van Hessen-Kassel (1817-1898) | Louise van Hessen-Kassel (1817-1898) |  |  | Alexander van Württemberg (1804-1885) | Alexander van Württemberg (1804-1885) | Alexander van Württemberg (1804-1885) | Alexander van Württemberg (1804-1885) | Alexander van Württemberg (1804-1885) | Alexander van Württemberg (1804-1885) | Claudine Rhédey van Kis-Rhéde (1812-1841) | Claudine Rhédey van Kis-Rhéde (1812-1841) | Claudine Rhédey van Kis-Rhéde (1812-1841) | Claudine Rhédey van Kis-Rhéde (1812-1841) | Claudine Rhédey van Kis-Rhéde (1812-1841) | Claudine Rhédey van Kis-Rhéde (1812-1841) |                             |                             | Adolf van Cambridge (1774-1750) | Adolf van Cambridge (1774-1750) | Adolf van Cambridge (1774-1750)          | Adolf van Cambridge (1774-1750)          | Adolf van Cambridge (1774-1750)          | Adolf van Cambridge (1774-1750)          | Augusta van Hessen-Kassel (1797-1889)    | Augusta van Hessen-Kassel (1797-1889)    | Augusta van Hessen-Kassel (1797-1889) | Augusta van Hessen-Kassel (1797-1889) | Augusta van Hessen-Kassel (1797-1889) | Augusta van Hessen-Kassel (1797-1889) |  |  |  |  |  |  |  |  |  |  |  |  |  |  |  |  |  |  |  |  |  |  |  |  |  |  |  |  |  |  |  |  |  |  |  |  |  |  |  |  |  |  |  |  |  |  |  |  |
|                                               |                                               |                                               |                                               |                                                     |                                                     |                                                     |                                                     |                                                     |                                                     |                                                  |                                                  |                                                   |                                                   |                                                   |                                                   |                                                   |                                                   |                                          |                                          |                                      |                                      |                                      |                                      |                                      |                                      |  |  |                                       |                                       |                                       |                                       |                                       |                                       |                                           |                                           |                                           |                                           |                                           |                                           |                             |                             |                                 |                                 |                                          |                                          |                                          |                                          |                                          |                                          |                                       |                                       |                                       |                                       |  |  |  |  |  |  |  |  |  |  |  |  |  |  |  |  |  |  |  |  |  |  |  |  |  |  |  |  |  |  |  |  |  |  |  |  |  |  |  |  |  |  |  |  |  |  |  |  |
|                                               |                                               |                                               |                                               | Edward VII van het Verenigd Koninkrijk (1841-1910)  | Edward VII van het Verenigd Koninkrijk (1841-1910)  | Edward VII van het Verenigd Koninkrijk (1841-1910)  | Edward VII van het Verenigd Koninkrijk (1841-1910)  | Edward VII van het Verenigd Koninkrijk (1841-1910)  | Edward VII van het Verenigd Koninkrijk (1841-1910)  |                                                  |                                                  |                                                   |                                                   |                                                   |                                                   | Alexandra van Denemarken (1844-1925)              | Alexandra van Denemarken (1844-1925)              | Alexandra van Denemarken (1844-1925)     | Alexandra van Denemarken (1844-1925)     | Alexandra van Denemarken (1844-1925) | Alexandra van Denemarken (1844-1925) |                                      |                                      |                                      |                                      |  |  |                                       |                                       |                                       |                                       | Frans van Teck (1837-1900)            | Frans van Teck (1837-1900)            | Frans van Teck (1837-1900)                | Frans van Teck (1837-1900)                | Frans van Teck (1837-1900)                | Frans van Teck (1837-1900)                |                                           |                                           |                             |                             |                                 |                                 | Maria Adelheid van Cambridge (1833-1897) | Maria Adelheid van Cambridge (1833-1897) | Maria Adelheid van Cambridge (1833-1897) | Maria Adelheid van Cambridge (1833-1897) | Maria Adelheid van Cambridge (1833-1897) | Maria Adelheid van Cambridge (1833-1897) |                                       |                                       |                                       |                                       |  |  |  |  |  |  |  |  |  |  |  |  |  |  |  |  |  |  |  |  |  |  |  |  |  |  |  |  |  |  |  |  |  |  |  |  |  |  |  |  |  |  |  |  |  |  |  |  |
|                                               |                                               |                                               |                                               | Edward VII van het Verenigd Koninkrijk (1841-1910)  | Edward VII van het Verenigd Koninkrijk (1841-1910)  | Edward VII van het Verenigd Koninkrijk (1841-1910)  | Edward VII van het Verenigd Koninkrijk (1841-1910)  | Edward VII van het Verenigd Koninkrijk (1841-1910)  | Edward VII van het Verenigd Koninkrijk (1841-1910)  |                                                  |                                                  |                                                   |                                                   |                                                   |                                                   | Alexandra van Denemarken (1844-1925)              | Alexandra van Denemarken (1844-1925)              | Alexandra van Denemarken (1844-1925)     | Alexandra van Denemarken (1844-1925)     | Alexandra van Denemarken (1844-1925) | Alexandra van Denemarken (1844-1925) |                                      |                                      |                                      |                                      |  |  |                                       |                                       |                                       |                                       | Frans van Teck (1837-1900)            | Frans van Teck (1837-1900)            | Frans van Teck (1837-1900)                | Frans van Teck (1837-1900)                | Frans van Teck (1837-1900)                | Frans van Teck (1837-1900)                |                                           |                                           |                             |                             |                                 |                                 | Maria Adelheid van Cambridge (1833-1897) | Maria Adelheid van Cambridge (1833-1897) | Maria Adelheid van Cambridge (1833-1897) | Maria Adelheid van Cambridge (1833-1897) | Maria Adelheid van Cambridge (1833-1897) | Maria Adelheid van Cambridge (1833-1897) |                                       |                                       |                                       |                                       |  |  |  |  |  |  |  |  |  |  |  |  |  |  |  |  |  |  |  |  |  |  |  |  |  |  |  |  |  |  |  |  |  |  |  |  |  |  |  |  |  |  |  |  |  |  |  |  |
|                                               |                                               |                                               |                                               |                                                     |                                                     |                                                     |                                                     |                                                     |                                                     | George V van het Verenigd Koninkrijk (1865-1936) | George V van het Verenigd Koninkrijk (1865-1936) | George V van het Verenigd Koninkrijk (1865-1936)  | George V van het Verenigd Koninkrijk (1865-1936)  | George V van het Verenigd Koninkrijk (1865-1936)  | George V van het Verenigd Koninkrijk (1865-1936)  |                                                   |                                                   |                                          |                                          |                                      |                                      |                                      |                                      |                                      |                                      |  |  |                                       |                                       |                                       |                                       |                                       |                                       |                                           |                                           |                                           |                                           | Mary van Teck (1867-1953)                 | Mary van Teck (1867-1953)                 | Mary van Teck (1867-1953)   | Mary van Teck (1867-1953)   | Mary van Teck (1867-1953)       | Mary van Teck (1867-1953)       |                                          |                                          |                                          |                                          |                                          |                                          |                                       |                                       |                                       |                                       |  |  |  |  |  |  |  |  |  |  |  |  |  |  |  |  |  |  |  |  |  |  |  |  |  |  |  |  |  |  |  |  |  |  |  |  |  |  |  |  |  |  |  |  |  |  |  |  |
|                                               |                                               |                                               |                                               |                                                     |                                                     |                                                     |                                                     |                                                     |                                                     | George V van het Verenigd Koninkrijk (1865-1936) | George V van het Verenigd Koninkrijk (1865-1936) | George V van het Verenigd Koninkrijk (1865-1936)  | George V van het Verenigd Koninkrijk (1865-1936)  | George V van het Verenigd Koninkrijk (1865-1936)  | George V van het Verenigd Koninkrijk (1865-1936)  |                                                   |                                                   |                                          |                                          |                                      |                                      |                                      |                                      |                                      |                                      |  |  |                                       |                                       |                                       |                                       |                                       |                                       |                                           |                                           |                                           |                                           | Mary van Teck (1867-1953)                 | Mary van Teck (1867-1953)                 | Mary van Teck (1867-1953)   | Mary van Teck (1867-1953)   | Mary van Teck (1867-1953)       | Mary van Teck (1867-1953)       |                                          |                                          |                                          |                                          |                                          |                                          |                                       |                                       |                                       |                                       |  |  |  |  |  |  |  |  |  |  |  |  |  |  |  |  |  |  |  |  |  |  |  |  |  |  |  |  |  |  |  |  |  |  |  |  |  |  |  |  |  |  |  |  |  |  |  |  |
|                                               |                                               |                                               |                                               |                                                     |                                                     |                                                     |                                                     |                                                     |                                                     |                                                  |                                                  |                                                   |                                                   |                                                   |                                                   |                                                   |                                                   |                                          |                                          |                                      |                                      |                                      |                                      |                                      |                                      |  |  |                                       |                                       |                                       |                                       |                                       |                                       |                                           |                                           |                                           |                                           |                                           |                                           |                             |                             |                                 |                                 |                                          |                                          |                                          |                                          |                                          |                                          |                                       |                                       |                                       |                                       |  |  |  |  |  |  |  |  |  |  |  |  |  |  |  |  |  |  |  |  |  |  |  |  |  |  |  |  |  |  |  |  |  |  |  |  |  |  |  |  |  |  |  |  |  |  |  |  |
|                                               |                                               |                                               |                                               |                                                     |                                                     |                                                     |                                                     |                                                     |                                                     |                                                  |                                                  |                                                   |                                                   |                                                   |                                                   |                                                   |                                                   |                                          |                                          |                                      |                                      |                                      |                                      |                                      |                                      |  |  |                                       |                                       |                                       |                                       |                                       |                                       |                                           |                                           |                                           |                                           |                                           |                                           |                             |                             |                                 |                                 |                                          |                                          |                                          |                                          |                                          |                                          |                                       |                                       |                                       |                                       |  |  |  |  |  |  |  |  |  |  |  |  |  |  |  |  |  |  |  |  |  |  |  |  |  |  |  |  |  |  |  |  |  |  |  |  |  |  |  |  |  |  |  |  |  |  |  |  |
|                                               |                                               |                                               |                                               | Edward VIII van het Verenigd Koninkrijk (1894-1972) | Edward VIII van het Verenigd Koninkrijk (1894-1972) | Edward VIII van het Verenigd Koninkrijk (1894-1972) | Edward VIII van het Verenigd Koninkrijk (1894-1972) | Edward VIII van het Verenigd Koninkrijk (1894-1972) | Edward VIII van het Verenigd Koninkrijk (1894-1972) |                                                  |                                                  | George VI van het Verenigd Koninkrijk (1895-1952) | George VI van het Verenigd Koninkrijk (1895-1952) | George VI van het Verenigd Koninkrijk (1895-1952) | George VI van het Verenigd Koninkrijk (1895-1952) | George VI van het Verenigd Koninkrijk (1895-1952) | George VI van het Verenigd Koninkrijk (1895-1952) |                                          |                                          | Mary Windsor (1897-1965)             | Mary Windsor (1897-1965)             | Mary Windsor (1897-1965)             | Mary Windsor (1897-1965)             | Mary Windsor (1897-1965)             | Mary Windsor (1897-1965)             |  |  | Hendrik van Gloucester (1900-1974)    | Hendrik van Gloucester (1900-1974)    | Hendrik van Gloucester (1900-1974)    | Hendrik van Gloucester (1900-1974)    | Hendrik van Gloucester (1900-1974)    | Hendrik van Gloucester (1900-1974)    |                                           |                                           | George van Kent (1902-1942)               | George van Kent (1902-1942)               | George van Kent (1902-1942)               | George van Kent (1902-1942)               | George van Kent (1902-1942) | George van Kent (1902-1942) |                                 |                                 | John Windsor (1905-1919)                 | John Windsor (1905-1919)                 | John Windsor (1905-1919)                 | John Windsor (1905-1919)                 | John Windsor (1905-1919)                 | John Windsor (1905-1919)                 |                                       |                                       |                                       |                                       |  |  |  |  |  |  |  |  |  |  |  |  |  |  |  |  |  |  |  |  |  |  |  |  |  |  |  |  |  |  |  |  |  |  |  |  |  |  |  |  |  |  |  |  |  |  |  |  |

- Bibsys: 90514722
- Biblioteca Nacional de España: XX1252881
- Bibliothèque nationale de France: cb12051974r (data)
- Catàleg d'autoritats de noms i títols de Catalunya: 981058526998106706
- Gemeinsame Normdatei: 118528963
- International Standard Name Identifier: 0000 0001 1472 0461
- Library of Congress Control Number: n50000854
- Nationale Bibliotheek van Letland: 000305776
- MusicBrainz: f54142b6-2862-4721-a06e-e7a74b51aeac
- National Archives and Records Administration: 10580295
- Bibliotheek van het Japanse parlement: 00620615
- Nationale Bibliotheek van Tsjechië: xx0105512
- Nationale bibliotheek van Australië: 35057324
- Nationale Bibliotheek van Israël: 987007270035205171
- Nederlandse Thesaurus van Auteursnamen: 070117578
- Réseau des bibliothèques de Suisse occidentale: 02-A000056381
- Istituto Centrale per il Catalogo Unico: CFIV033544
- LIBRIS: 227309
- SNAC: w6tx3d9q
- Système universitaire de documentation: 027379914
- Museum of New Zealand Te Papa Tongarewa: 32306
- Trove: 814186
- Union List of Artist Names: 500189840
- Virtual International Authority File: 47553571
- WorldCat: E39PBJpDP9jh8qB4BGvKcrQXh3